# Henri Beuchat
Henri Beuchat (1878-1914) est un anthropologue et américaniste français.

## Biographie
Membre de l'Expédition canadienne dans l'arctique, il meurt, en 1914, après le naufrage du Karluk en tentant de rejoindre la terre ferme avec trois autres passagers (Alistair Mackay, James Murray, Stanley Morris).

## Publications
- Marcel Mauss, Henri Beuchat, « Essai sur les variations saisonnières des sociétés Eskimos. Étude de morphologie sociale », L’Année sociologique, Félix Alcan, 1904 [lire en ligne]
- Henri Beuchat, Paul Rivet, Contribution à l'étude des langues Colorado et Cayapa, république de l'Équateur, 1907 [lire en ligne]
- Manuel d’archéologie américaine, Librairie Alphonse Picard et Fils, 1912 [lire en ligne]
- Henri Beuchat, Paul Rivet, 1908, La famille linguistique Zaparo, « Journal de la société des américanistes », vol. 5, p. 235-249 [lire en ligne]

## Distinctions
- Prix des Dames, 1913[3]